# کین و ایبل
کین و ایبل (انگلیسی: Kane and Abel) رمانی محصول سال ۱۹۷۹ نوشتهٔ نویسنده بریتانیایی جفری آرچر است.

## خلاصه
«کین و ایبل» داستان دو زندگی متفاوت را روایت می‌کند. کین در حال تحصیل در هاروارد است، متوجه می‌شود که پدرخوانده اش هنری مادرش را فریب داده و هویت واقعی او ویتوریو توسانا است. این موضوع منجر به مرگ مادرش می‌شود و کین هنری را از خانه اش بیرون می‌کند.
از طرف دیگر، ایبل روزنوفسکی توسط یک خانواده دام گیر حیوانات در جنگل بزرگ شده و به خاطر هوش خود شناخته شده است. او توسط یک بارون دعوت می‌شود تا در قلعه اش بماند، اما در طول جنگ جهانی اول توسط آلمانی‌ها تصرف می‌شود و بارون کشته می‌شود. ایبل به سیبری نقل مکان می‌کند، به ترکیه فرار می‌کند و به آمریکا مهاجرت می‌کند.
در آمریکا، ایبل به عنوان پیشخدمت در یک هتل کار می‌کند و اقتصاد می‌خواند. در طول بحران بزرگ، صاحب هتل خودکشی می‌کند و مالکیت را به ایبل می‌سپارد. ایبل نام هتل را به بارون تغییر می‌دهد و با هنری اوزبورن، یک سیاستمدار، شراکت می‌کند.
فرزندان ایبل و کین، بدون اینکه از دشمنی پدرانشان اطلاع داشته باشند، عاشق یکدیگر می‌شوند و ازدواج می‌کنند. کین و ایبل، در حالی که همچنان دشمن یکدیگر هستند، آگاه نیستند که چگونه بر زندگی یکدیگر تأثیر می‌گذارند. داستان با مرگ ایبل و هدیه نوه اش ویلیام، یک باند نقره ای که یک بار او را به عنوان یک بارون نشان داده بود، به پایان می‌رسد. این داستان پیچیدگی انگیزه‌های انسانی، فریب و مصالحه را عمیقاً مورد سؤال قرار می‌دهد.